# وادي جعفر (حزم العدين)

تعديل مصدري - تعديل

وادي جعفر محلة تابعة لقرية يخوض، التابعة لعزلة يريس بمديرية حزم العدين إحدى مديريات محافظة إب في الجمهورية اليمنية، بلغ تعداد سكانها 72 حسب تعداد اليمن لعام 2004.